# Cratichneumon ritus
Cratichneumon ritus är en stekelart som beskrevs av Heinrich 1961. Cratichneumon ritus ingår i släktet Cratichneumon och familjen brokparasitsteklar. Inga underarter finns listade i Catalogue of Life.